# Sudecka Droga św. Jakuba

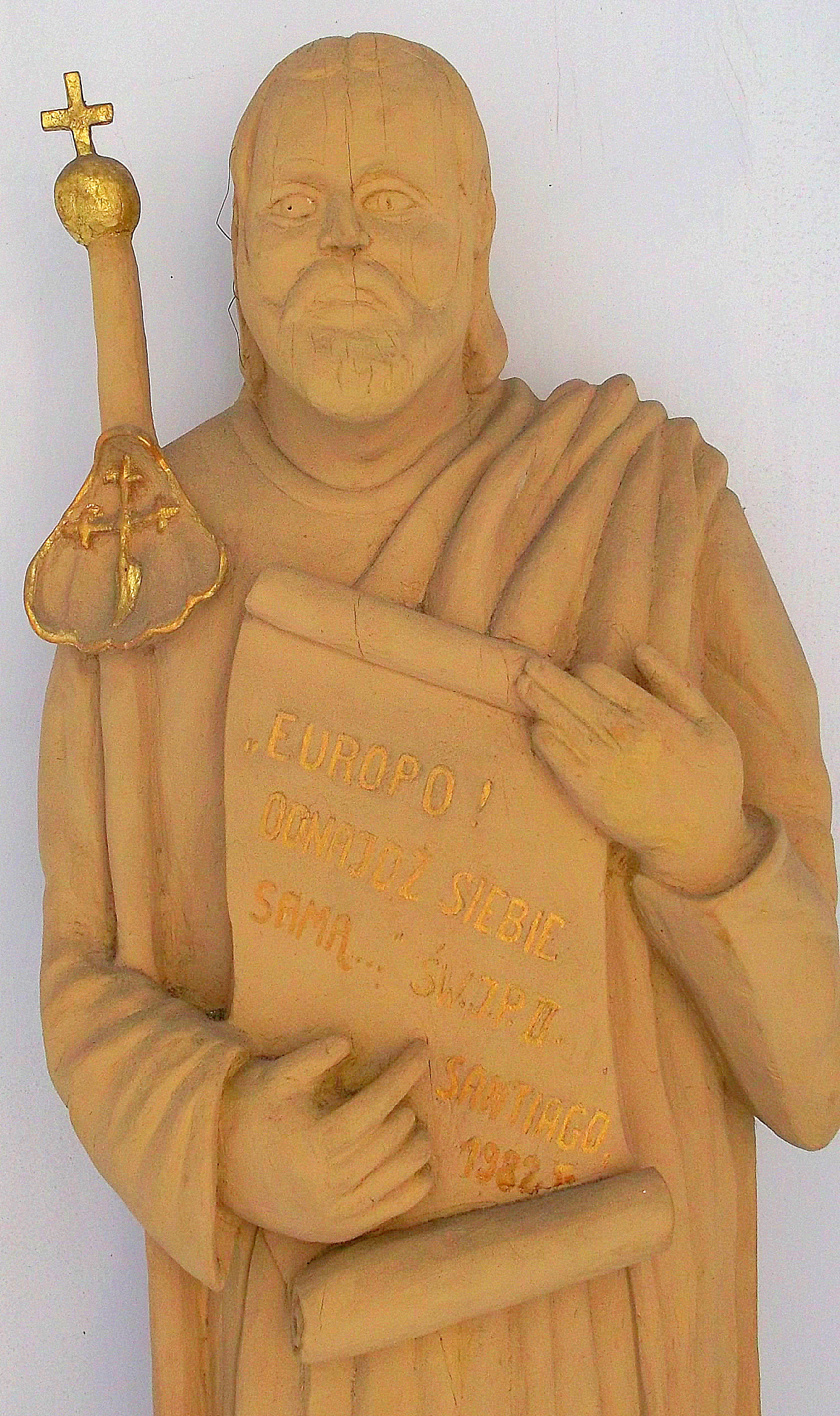
Krzeszów, figura św. Jakuba w niszy bramy głównej

Sudecka Droga Św. Jakuba (wcześniej Via Cervimontana, Droga Jeleniogórska). Jeden ze szlaków w ramach dróg św. Jakuba łączący Krzeszów przez Jelenią Górę i Lubań z przebiegającą przez Lubań drogą Via Regia i Dolnośląską Drogą św. Jakuba. Trasa oddana do użytku 7 września 2008 (odcinek Jelenia Góra - Lubań). 22 sierpnia 2010 przedłużono o odcinek Krzeszów - Jelenia Góra i zmieniono nazwę z Via Cervimontana na Sudecka Droga św. Jakuba. Otwarcia odcinka Krzeszów - Jelenia Góra dokonał biskup legnicki Stefan Cichy.
Przebieg trasy: Krzeszów - Kamienna Góra - Kowary - Mysłakowice - Jelenia Góra - Siedlęcin - Wrzeszczyn - Pokrzywnik - Maciejowiec - Radomice (z kościołem św. Jakuba) - Wojciechów - Lubomierz - Gryfów Śląski - Biedrzychowice - Olszyna - Lubań (ok 105 km).
Pierwszych 10 km szlaku biegnie przez krzeszowska Kalwarię i Góry Krucze do Kamiennej Góry. Dalej szlak prowadzi Starym Traktem Kamiennogórskim, a jeszcze dalej nawiązuje do dawnej drogi wzdłuż Bobru oraz traktu wiodącego na Górne Łużyce.